# Championnat du Royaume-Uni de hockey sur glace 1929-1930
Saison suivante
La saison 1929-1930 est la première saison du championnat de hockey sur glace réunissant des clubs d'Angleterre et d'Écosse. Par la suite, jusqu'en 1954, les clubs anglais et écossais ne disputeront plus de compétition commune permettant de décerner le titre de meilleur club de Grande-Bretagne.
En parallèle se tient également le championnat d'Angleterre et le championnat d'Écosse.

## Ligue du Sud
| Pos | Équipe                  | Points |
| --- | ----------------------- | ------ |
| 1   | London Lions (en)       | 8      |
| 2   | Princes IHC Londres     | 8      |
| 3   | United Services         | 8      |
| 4   | Université de Cambridge | 7      |
| 5   | Université d'Oxford     | 7      |

Le Varsity match (rencontre entre Oxford et Cambridge) compte double en termes de points.

### Demi-finales
- 30 avril 1930 (Grosvenor House) : Prince's 3 - 0 Cambridge University
- 1er mai 1930 (Golders Green) : London Lions 2 - 1 United Services

### Finale sud
- 3 mai 1930 (Golders Green) : London Lions 4 - 1 Prince's

## Ligue du Nord

### Finale nord
- Glasgow - Manchester

## Coupe Patton
La finale entre le vainqueur de la ligue du Sud et celui de la ligue du Nord est dénommée en hommage à Peter Patton, premier président de la British Ice Hockey Association.
- 17 mai 1930 (Golders Green) : London Lions 2 - 1 Glasgow

## Référence
Résultats de la saison sur Hockeyarchives